# Яковицкий, Владислав
Владислав Яковицкий (пол. Władysław Marian Jakowicki; 19 сентября 1885 года, Витебск — после сентября 1939, СССР) — польский медик медик, акушер, гинеколог; профессор (1925), ректор Университета Стефана Батория в Вильно (1936—1937).

## Биография
Родился в Витебске. Там же в 1903 году окончил гимназию. Учился в Московском университете; из-за событий Революции 1905 года перебрался во Львов. Во Львовском университете получил диплом доктора медицины (1910). Преподавал во Львове в 1910—1914 и 1917—1918 годах. Во время Первой мировой войны в качестве военного врача вступил в Польские легионы Юзефа Пилсудского; после обретения независимости Польши вступил в Войско польское; подполковник (1920).   
В 1920—1925 годах работал в Варшавском университете. С 1925 года преподавал в Университете Стефана Батория в Вильно (УСБ); профессор (1925). В 1929—1930 годах был деканом Медицинского факультета УСБ; предметом особой заботы было строительство здания факультета. Одновременно был руководителем Акушерско-гинекологической клиники УСБ. В 1925—1939 годах был ректором Университета Стефана Батория.
Погиб во время Второй мировой войны, арестованный органами НКВД.